# Sant Josep Obrer de la Canya
Sant Josep Obrer de la Canya és una església de la Vall de Bianya (Garrotxa) inclosa a l'Inventari del Patrimoni Arquitectònic de Catalunya.

## Descripció
És una església bastida durant els anys 1970. Disposa de planta totalment irregular i teulats plans sense teules. Va ser bastida amb rajols col·locats en alguns sectors a dent de serra, formant entrants i sortints i donant mobilitat als murs. El campanar va ser fet amb una estructura de ferro i setze anelles de formigó prefabricat. Els interiors són també de rajols i la nau és pràcticament circular, ventilada per estretes i llargues finestres a manera d'espitllera. Unida a l'església es troba la casa rectoral. Cal destacar la manca d'angles rectes i de línies paral·leles. L'església és una reunió de diferents cossos semicirculars.